# Museumsfonden af 7. december 1966
Museumsfonden af 7. december 1966 er en dansk fond der driver museet Louisiana og tillige kontrollerer forlaget Gyldendal. Den blev indstiftet af Knud W. Jensen 5. februar 1974.
Blandt personer med tilknytning til Museumsfonden er Michael Pram Rasmussen.
Poul Erik Tøjner er direktør for fonden.
Fonden er hjemmehørende på Louisiana, Gammel Strandvej, Humlebæk.